# Arabis elgonensis
Arabis elgonensis är en korsblommig växtart som beskrevs av Al-shehbaz. Arabis elgonensis ingår i släktet travar, och familjen korsblommiga växter. Inga underarter finns listade i Catalogue of Life.